# Yarmouth Castle (schip, 1927)
De Yarmouth Castle, oorspronkelijk Evangeline geheten, was een Amerikaans passagiersschip dat in 1965 uitbrandde en zonk. Door de ramp werd het internationaal verdrag voor de beveiliging van mensenlevens op zee herzien.

## Inzet
Het schip werd gebouwd op de scheepswerf van William Cramp and Sons in Philadelphia (Pennsylvania) in 1927. Ze werd Evangeline gedoopt. Tot de Tweede Wereldoorlog voer ze tussen Boston en Yarmouth (Nova Scotia) voor de Eastern Steamship Lines. In de oorlog werd ze overgenomen door de Amerikaanse marine, die het schip inzette voor het troepentransport op de Grote Oceaan. Na de oorlog werd ze opgeknapt en kwam weer in dienst als passagiersschip in mei 1947.
Tot 1963 voer ze voor diverse rederijen op diverse routes. In 1964, na de aankoop door de nieuwe eigenaars Yarmouth Cruise Lines, werd ze  omgedoopt tot Yarmouth Castle. Het schip bediende de lijn Miami-Nassau.

## De ramp
In november 1965 vertrok het schip onder het bevel van kapitein Byron Vatsounas richting Nassau met 372 passagiers en 174 bemanningsleden. Op 13 november, iets na middernacht, brak in hut 610, een voorraadkamer van matrassen, brand uit door een matras die te dicht bij een lamp lag.
Er doken meerdere technische problemen op, zoals te lage druk in de brandhaspels, waardoor het schip moest worden geëvacueerd. Ook de evacuatie verliep niet goed. De passagiers werden niet verwittigd en reddingsboten konden niet te water gelaten worden door verf op de touwen die de katrollen blokkeerde. Hoewel er geen noodsignaal was gegeven konden twee schepen in de buurt, de Finnpulp en de Bahama Star, de zes reddingsboten en verscheidene drenkelingen redden. Er werden 88 passagiers en 2 bemanningsleden vermist, maar 450 mensen zijn gered. Tegen de morgen kapseisde het schip en zonk ongeveer vijf uur nadat de brand was uitgebroken.
In een van de eerste reddingsboot zaten de kapitein en enkele officieren, terwijl er nog passagiers op het brandende schip zaten. De kapitein werd later veroordeeld voor grove nalatigheid.